# Nájezdníci
Nájezdníci (The Invaders) je druhý díl fantasy literární série Bratrstvo od australského spisovatele Johna Flanagana. Kniha vyšla v Austrálii přes nakladatelství Random House v roce 2012. V témže roce vyšel i český překlad u nakladatelství Egmont.

## Děj
Hal s Thornem a Volavkami pronásledují v obrovské bouři piráta Zavaka, který ukradl skandijský poklad Andomal. Kvůli bouři jsou ovšem nuceni přistát v zátoce a počkat, dokud se bouře neuklidní. Během dní strávených na souši se pod Thornovým dohledem cvičí v boji a pokračují ve výcviku. Protože mají proti Zavakovi početní nevýhodu, vymyslí Hal obrovský samostříl, který umístí na příď lodi a může s ním střílet po nepřátelských lodích, aniž by sám ohrozil svojí posádku. Když se bouře uklidní, vyplouvají Volavky do rybářského městečka Skeggal, aby zde nakoupili zásoby a vybavení potřebné k boji se Zavakem. Při cestě zpět do Zátoky klidu, jak pojmenovali svůj úkryt, na moři spatří Vlčí vítr, Erakovu loď. Protože si myslí, že je tu proto, aby je dopravila zpět do Hallasholmu, rozhodnou se přečkat noc na moři a doufat, že si jich Vlčí vítr nevšiml.
Druhý den spatří při rozbřesku malý člun, ve kterém je k jejich velkému překvapení šestnáctiletá dívka, která se představí jako Lydia Demakerová. Ta prozradí Volavkám, že její rodné město Limmat přepadli piráti a usadili se v něm. Protože popis pirátské lodě připomíná Zavakovu loď Havran, vydají se Volavky na průzkum k Limmatu, kde zjistí, že se opravdu jedná o Havrana. V bažinách kolem Limmatu narazí na skupinku obyvatel města vedenou Baratem. Jelikož mají společného nepřítele, rozhodnou se spolupracovat a Hal Baratovi slíbí, že jim přivezou zásoby a vypracují plán útoku. Při návratu do Zátoky klidu ovšem čeká Volavky nemilé překvapení v podobě Vlčího větru čekajícího na jejich příjezd. Ještě víc je ovšem překvapí, když jim skirl Svengal řekne, že je Erak poslal aby jim pomohli. Společně se tedy vrací k Limmatu, kde Hal připraví důmyslný plán útoku, během kterého rozdělí útok na tři strany a sám s Volavkou odláká pozornost u hlavní brány pomocí velkého samostřílu, který pojmenoval Drtič.
Halův plán vyjde a Volavkám se podaří odlákat pozornost a díky samostřílu zničit obě strážní věže, prorazit hlavní bránu a s posádkou vniknout do města, na které již přes bažiny zaútočila posádka Vlčího větru a Baratovi muži přes palisádu. Během boje se ukáže i Lydiina přesnost při střelbě z atlatlu, díky které jsou Volavky chráněny před lukostřelci na věžích. Protože se situace vyvíjí pro Zavaka špatně, rozhodne se z Limmatu uprchnout. Při útěku se ho snaží zastavit Vlčí vítr spolu s Volavkou, ale Zavakovi se podaří s pomocí velkého klounu prorazit trup Vlčího větru. Hal tedy vzdává pronásledování a zachraňuje Vlčí vítr před téměř jistým potopením. Během následujících oslav odplouvají Volavky spolu s Lydií a jedním se zajatých pirátů, který ví, kam má Zavak namířeno pronásledovat Havrana a získat zpátky Andomal.